# Paragoge
En linguistique et en rhétorique, la paragoge (du grec ancien παραγωγή / paragōgḗ,« action de tirer de », d’où « dérivation grammaticale ») proche de l’épenthèse (du grec ancien ἐπένθεσις / epénthesis signifiant « intercalation », et en particulier « intercalation d'une lettre ») est une modification phonétique qui consiste en l’ajout à la fin d’un mot d’un phone (son) ou d’un groupe de phones non étymologique, c’est-à-dire qui n’existait pas dans ce mot dans la langue dont une autre langue l’a hérité,,,,,.

## Dans l’histoire de la langue
La paragoge est présente dans l’évolution des mots.
Il peut s’agir de paragoge dans le processus de passage d’une langue base à une autre ou à d’autres langues.
En italien, par exemple, les formes verbales latines esse, sum, cantant ont donné essere « être », sono « je suis » et cantano « ils/elles chantent ».
En roumain, par paragoge également, le verbe du latin currere « courir » a évolué en a curge « couler ». La forme de la première personne du singulier de l’indicatif présent aurait dû être cur, mais on y a ajouté le [g] par analogie avec celui de trag ’je tire’.
Il peut y avoir paragoge dans l’évolution de mots dans une langue considérée comme déjà constituée. C’est le cas, par exemple, du mot anglais sound « son ». Son étymologie est (la) sonus > ancien français son > moyen anglais soun > sound. L’ajout de d s’est fait par analogie avec des mots où n est suivi de d, ex. gender « genre »,.
En français, la préposition jusques s’est formée par paragoge à partir de jusque dans une période relativement ancienne de la langue. Contrairement à d’autres cas, c’est la forme par paragoge qui est tombée en désuétude et c’est le mot d’origine (jusque) qui est courant dans la langue du XXIe siècle.
Il y a des cas semblables en hongrois. Des mots à paragoge formés dans des périodes plus anciennes de la langue sont devenus dans la langue actuelle quasi-archaïques et de registre soutenu, ex. majdan < majd « puis », pediglen < pedig « et ».
Certains mots empruntés peuvent également être affectés par la paragoge. En italien, par exemple, elle était fréquente pour intégrer les mots étrangers terminés en consonne, comme les noms de personnalités historiques tels David > Davidde ou Sémiramis > Semiramisse.
En roumain aussi il y a des emprunts avec paragoge, par exemple curmal « dattier », du turc hurma.

## Dans l’état actuel de la langue
La paragoge est aussi un phénomène spécifique pour des variétés de langue autres que le registre courant de sa variété standard. Dans l’état actuel de la langue il peut y avoir des variantes de mots à paragoge correspondant à des variantes sans paragoge dans le registre courant.
Dans le registre populaire de l’italien, par exemple, il y a des paragoges du genre de celle du nom Semiramisse dans des noms communs qui se terminent en s dans le standard : filobusse < filobus « trolleybus », lapisse < lapis « crayon ». Dans des variétés régionales de Toscane, par exemple, on entend des paragoges comme mene < me « moi » (pronom personnel complément), perchene < perche « pourquoi, parce que ».
En roumain aussi il y a paragoge à caractère régional, par exemple le participe invariable avec la terminaison -ără dans la formation du passé composé, ex. ați plătitără < ați plătit « vous avez payé ».
Des exemples de paragoges dans des variétés régionales du croate sont ondar < onda « alors », ovdjena < ovdje « ici ».
Dans des variétés régionales du hongrois aussi on rencontre des paragoges (ex. itteneg < itt « ici »), ainsi que dans le registre populaire, ex. ottan < ott « là-bas », eztet < ezt « celui-ci, celle-ci » (accusatif), aztat < azt « celui-là, celle-là » (accusatif).
La paragoge peut aussi être individuelle. Certains locuteurs de français (par exemple dans les régions d'oc), prononcent avec un [ə] final des mots terminés en consonne ou en voyelle, surtout dans des exclamations, ex. Bonjour-e ! [bɔ̃ˈʒuː.ʁə] < [bɔ̃ˈʒuːʁ], Merci-e ! [mɛʁˈsiː.ə] < [mɛʁˈsi]. Il peut s’agir d’une analogie avec la prononciation [ə] de e final de mot, qui est étymologique. En général il est muet, mais dans certains contextes phonétiques il se prononce en français standard (ex. l’autre groupe [ˈloːtʁəˈgʁup]), il est presque toujours prononcé dans le Midi de la France (Elle m’a dit qu’elle viendrait [ɛ.lə.maˈdi.kɛ.lə.vjɛnˈdʁe]) et, individuellement, dans des exclamations, il est prononcé dans le nord aussi, ex. Arrêt-e ! [aˈʁɛː.tə] < [aˈʁɛt].
L’emploi rhétorique de la paragoge est également individuelle. Dans la littérature française du classicisme, par exemple, elle était admise pour des raisons d’euphonie ou pour obtenir le nombre nécessaire de syllabes dans les vers. C’est dans ces buts qu’était utilisée la variante de préposition jusques au lieu de jusque devant des mots à initiale vocalique. Exemple :
Percé jusques au fond du cœur / D’une atteinte imprévue aussi bien que mortelle, […] (Pierre Corneille)
Dans la littérature hongroise, un exemple d’emploi stylistique de mots à paragoge du registre populaire se trouve chez Frigyes Karinthy, pour exprimer de l’ironie :
Egyik hiszi eztet, aztat, / Másik hiszi aztat, eztet... littéralement « L’un croit ceci ou ça / L’autre croit ça ou ceci… ».

## Segments ajoutés par paragoge
La paragoge consiste en l’ajout d’un seul phone, voyelle ou consonne, ou bien d’un groupe de phones, en général une syllabe ou même deux.
Un exemple de voyelle en paragoge se trouve dans le mot (it) sono « je suis » < (la) sum.
Il y a une consonne ajoutée par exemple dans :
(ro) curmal < (tr) hurma ;
(en) sound « son » < moyen anglais soun ;
(hr) ondar (variante régionale) < onda (variante standard) « alors ».
Des exemples de syllabe(s) ajoutée(s) sont :
(it) perchene (régionale) < perche (standard) « pourquoi »;
(ro) plătitără (régionale) (deux syllabes) < plătit (standard) « payé » ;
(hr) ovdjena (régionale) < ovdje (standard) « ici » ;
(hu) pediglen (soutenue) < pedig (courante) « et ».
Parfois la paragoge concerne un suffixe (y compris une désinence) existant dans la langue, mais ajouté sans qu’il ait existé dans le mot d’origine ou sans justification grammaticale, par exemple dans :
(it) sono « je suis » – désinence ajoutée par analogie avec la forme générale de 1re personne du singulier ;
(it) essere « être » – la terminaison d’infinitif ajoutée par analogie avec la forme régulière de l’infinitif ;
(hu) ottan « là-bas » – suffixe formateur d’adverbes ajouté à un adverbe ;
(hu) aztat « ça » – la désinence d’accusatif redoublée.

## Sources bibliographiques
- (ro) Avram, Mioara, Gramatica pentru toți [« Grammaire pour tous »], Bucarest, Humanitas, 1997  (ISBN 973-28-0769-5)
- (en) Bussmann, Hadumod (dir.), Dictionary of Language and Linguistics [« Dictionnaire de la langue et de la linguistique »], Londres – New York, Routledge, 1998  (ISBN 0-203-98005-0) (consulté le 27 septembre 2019)
- Carton, Fernand, « L’épithèse vocalique en français contemporain : étude phonétique », Faits de langues, no 13, 1999, p. 35-45 (consulté le 27 septembre 2019)
- (ro) Dragomirescu, Gheorghe, Dicționarul figurilor de stil. Terminologia fundamentală a analizei textului poetic [« Dictionnaire des figures de style. Terminologie fondamentale de l’analyse du texte poétique »], Bucarest, Editura Științifică, 1995,  (ISBN 973-4401-55-6) ; en ligne : Dexonline (DFS) (consulté le 27 septembre 2019)
- Dubois, Jean et al., Dictionnaire de linguistique, Paris, Larousse-Bordas/VUEF, 2002 (consulté le 8 avril 2023)
- (en) Harper, Douglas, Online Etymology Dictionary [« Dictionnaire étymologique en ligne »] (Etymonline) (consulté le 27 septembre 2019) (consulté le 27 septembre 2019)
- Kalmbach, Jean-Michel, Phonétique et prononciation du français pour apprenants finnophones, version 1.1.9., Université de Jyväskylä (Finlande), 2013  (ISBN 978-951-39-4424-7) (consulté le 27 septembre 2019)
- (hr) Ladan, Tomislav (dir.), Hrvatski obiteljski leksikon [« Lexicon familial croate »], Zagreb, Leksikografski zavod Miroslav Krleža et EPH, 2005,  (ISBN 953-6748-16-9) ; en ligne :  (consulté le 27 septembre 2019)
- (hu) Tótfalusi, István, Idegenszó-tár. Idegen szavak értelmező és etimológiai szótára [« Dictionnaire étymologique de mots étrangers »], 3e édition, Budapest, Tinta, 2008 ; en ligne : Idegenszó-tár. Digitális tankönyvtár (consulté le 8 avril 2023)
- Trésor de la langue française informatisé (TLFi) (consulté le 27 septembre 2019)
- (hu) Zaicz, Gábor (dir.), Etimológiai szótár. Magyar szavak és toldalékok eredete [« Dictionnaire étymologique. Origine des mots et affixes hongrois »], Budapest, Tinta, 2006  (ISBN 963-7094-01-6) (consulté le 8 avril 2023)